# Вилла-Санта-Лучия-дельи-Абруцци
Вилла-Санта-Лучия-дельи-Абруцци (итал. Villa Santa Lucia degli Abruzzi) — коммуна в Италии, располагается в области Абруццо, в провинции Л’Акуила.
Население составляет 174 человека (2008 г.), плотность населения составляет 6 чел./км². Занимает площадь 28 км². Почтовый индекс — 67020. Телефонный код — 0862.
Покровительницей коммуны почитается святая Лючия, празднование 13 декабря.

## Демография
Динамика населения:

## Администрация коммуны
- Официальный сайт: